# Décès en 1246
Décès
- 1242
- 1243
- 1244
- 1245
- 1246
- 1247
- 1248
- 1249
- 1250

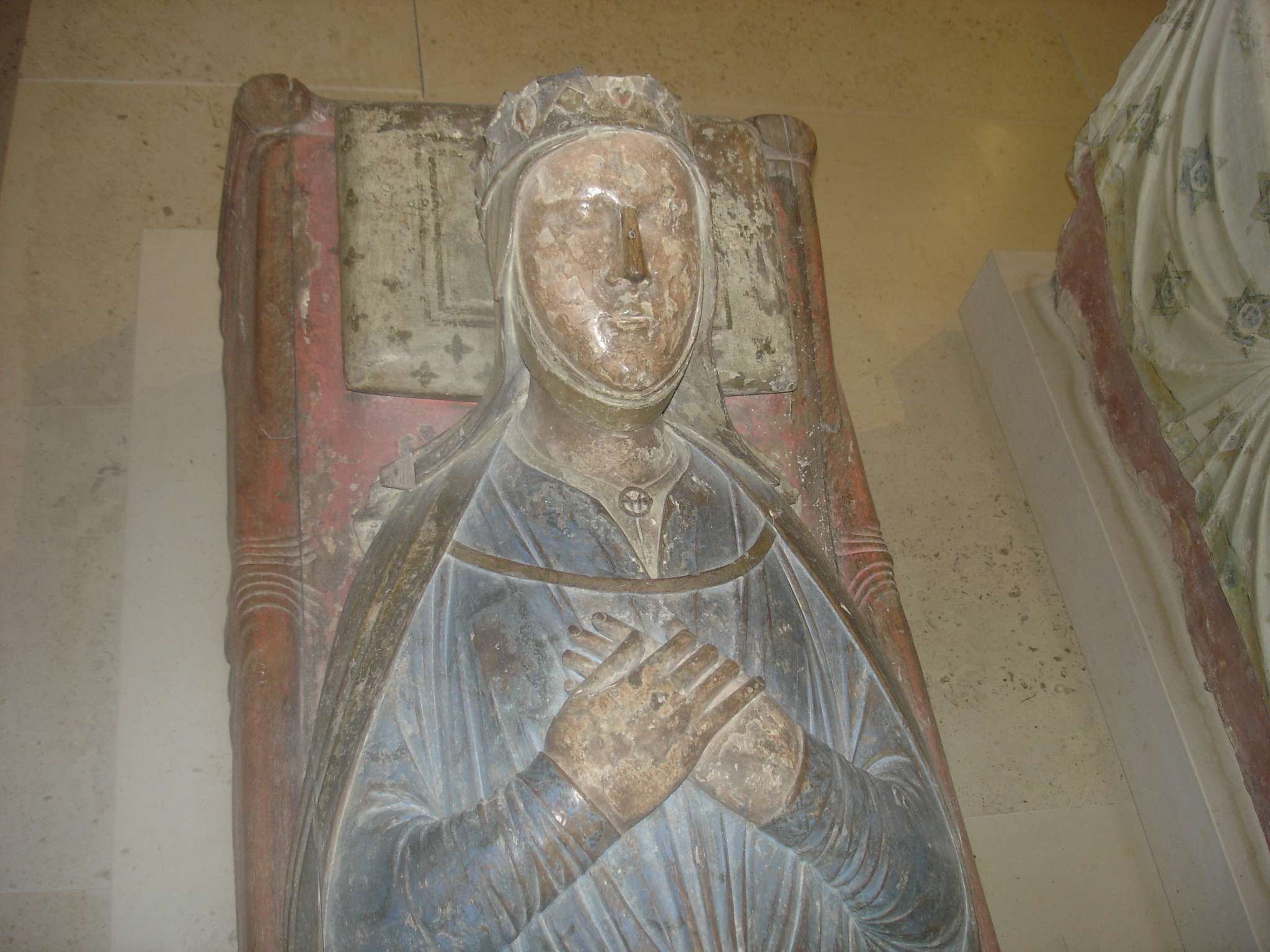
Isabelle d'Angoulême, morte en 1246.

Cette page dresse une liste de personnalités mortes au cours de l'année 1246 :
- 26 janvier : Guillaume Centullion, évêque d'Apt.
- 17 mai : Hōjō Tsunetoki, quatrième shikken du shogunat de Kamakura.
- 31 mai : Isabelle d'Angoulême, fille du comte d'Angoulême Aymar Taillefer, veuve du roi d'Angleterre Jean sans Terre.
- 4 juin : Isabelle d'Angoulême, comtesse d'Angoulême, reine consort d'Angleterre.
- 15 juin : Frédéric II d'Autriche, dernier duc d'Autriche et de Styrie de la maison de Babenberg.
- 16 juin : Lutgarde de Tongres, mystiques du XIIIe siècle, une des premières propagatrices de la dévotion au Sacré-Cœur.
- 22 ou 23 juin : Theodora Angelina, duchesse d'Autriche, épouse de Léopold VI d'Autriche
- 2 septembre : Raoul de Lusignan, comte de Guînes. (° v. 1214).
- 30 septembre : Iaroslav II Vladimirski, Grand-prince du Rus' de Kiev de la dynastie des Riourikides.
- 18 octobre ou 22 octobre : Mieszko II l'Obèse, duc d’Opole et de Racibórz.
- 8 novembre : Bérengère Ire de Castille, reine de Castille.
- 26 novembre : Gerhard von Malberg, 6e grand maître de l'ordre Teutonique.
- 6 décembre : Henri de Grez, évêque de Chartres.

- Aimery VIII de Thouars, vicomte de Thouars.
- Alix de Champagne-Jérusalem, reine de Chypre.
- Étienne d'Arrabagne, ou Étienne de Brioude,, évêque de Mende.
- Érard de Brienne-Ramerupt, seigneur de Ramerupt et de Venizy prétendant au comté de Champagne.
- Ednyfed Fychan, ou  Ednyfed Fychan ap Cynwrig, sénéchal (distain) puissant du royaume de Gwynedd.
- Richard Fitz Roy, baron de Chilham, dans le Kent, est le fils illégitime du roi Jean d'Angleterre.
- Thomas Gallus, théologien.
- Gautier IV de Brienne, dit le Grand, est comte de Brienne.
- Geoffroy II de Villehardouin, prince d'Achaïe.
- Henri II de Sayn, comte de Sayn.
- Koloman Ier Asen, tsar de Bulgarie.
- Bianca Lancia, ou Beatrice Lancia, noble italienne, compagne et probablement la quatrième épouse légitime de l'empereur Frédéric II du Saint-Empire.
- Ève le Maréchal, ou Eva Marshall, seigneur de Radnor, Brecon et Abergavenny.
- Michel Ier de Kiev, Grand-duc de Kiev de la famille des Riourikides.
- Robert de Thourotte, Prince-évêque de Liège.
- Walter Steward de Dundonald, troisième grand sénéchal d'Écosse à titre héréditaire et Justicier d'Écosse.

date incertaine (vers 1246)
- Pierre de Fécamp, chroniqueur normand.

## Crédit d'auteurs
- Cet article est partiellement ou en totalité issu de l'article intitulé « 1246 » (voir la liste des auteurs).